# House of the Temple
House of the Temple is een tempel van de Vrijmetselarij in Washington D.C., Verenigde Staten, en hoofdkwartier van de Schotse vrijmetselarij.
De tempel, een bouwwerk geïnspireerd op het Mausoleum van Halicarnassus naar een ontwerp van John Russell Pope, is gelegen op de hoek van 16th Street NW en S Street in de Noord-Amerikaanse hoofdstad. In 1915 werd het in gebruik genomen.

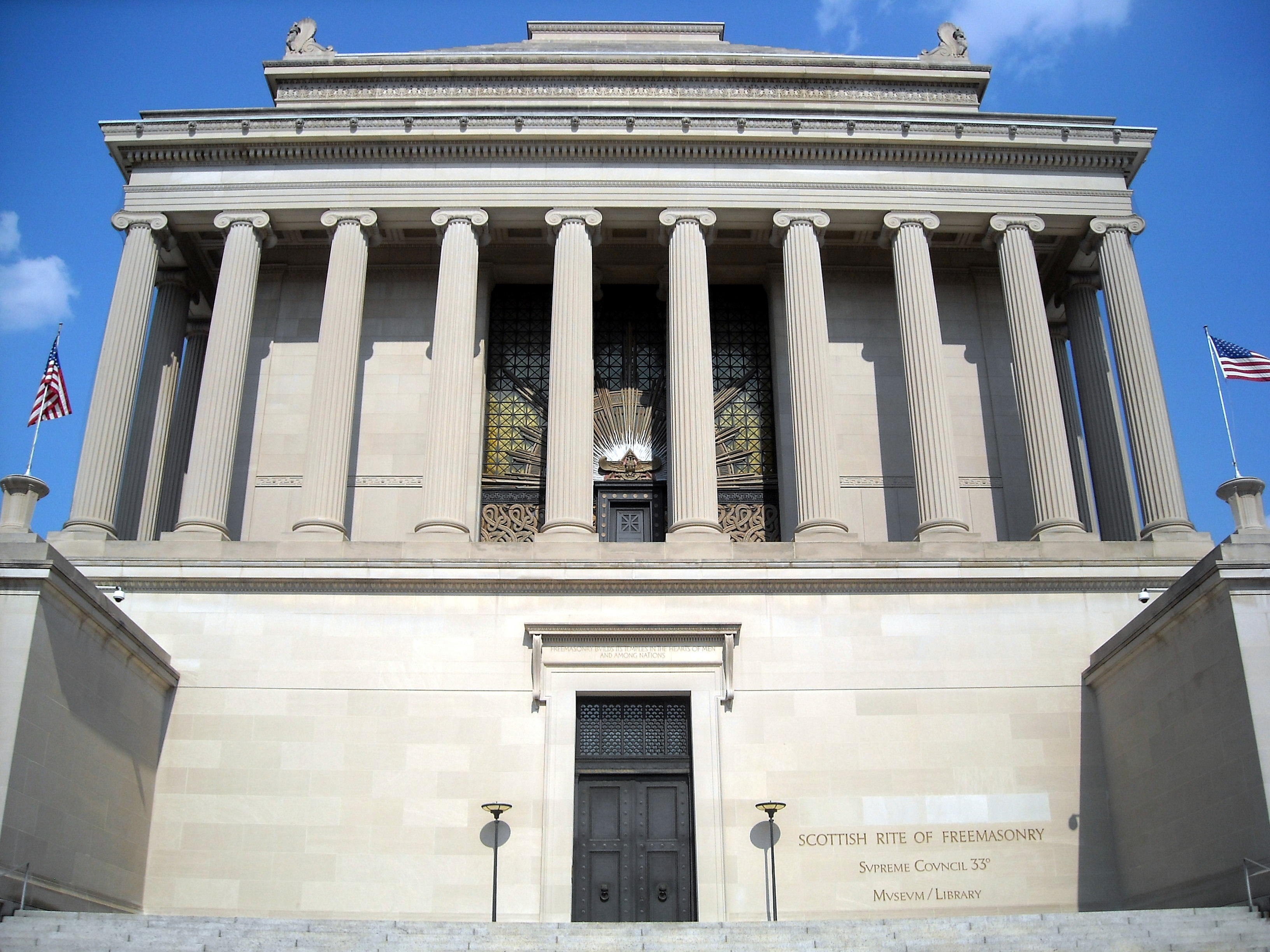
Entree
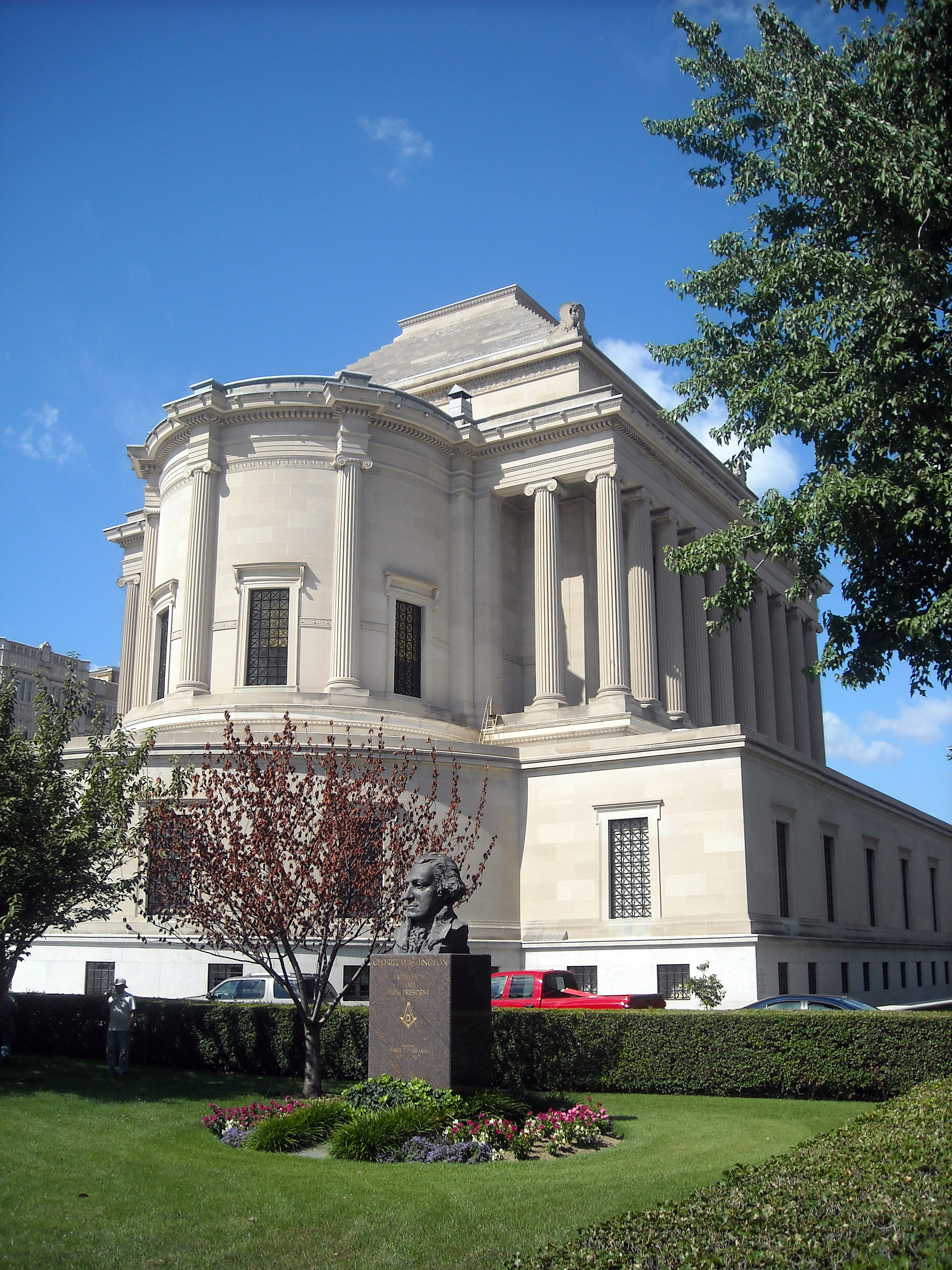
Achterzijde
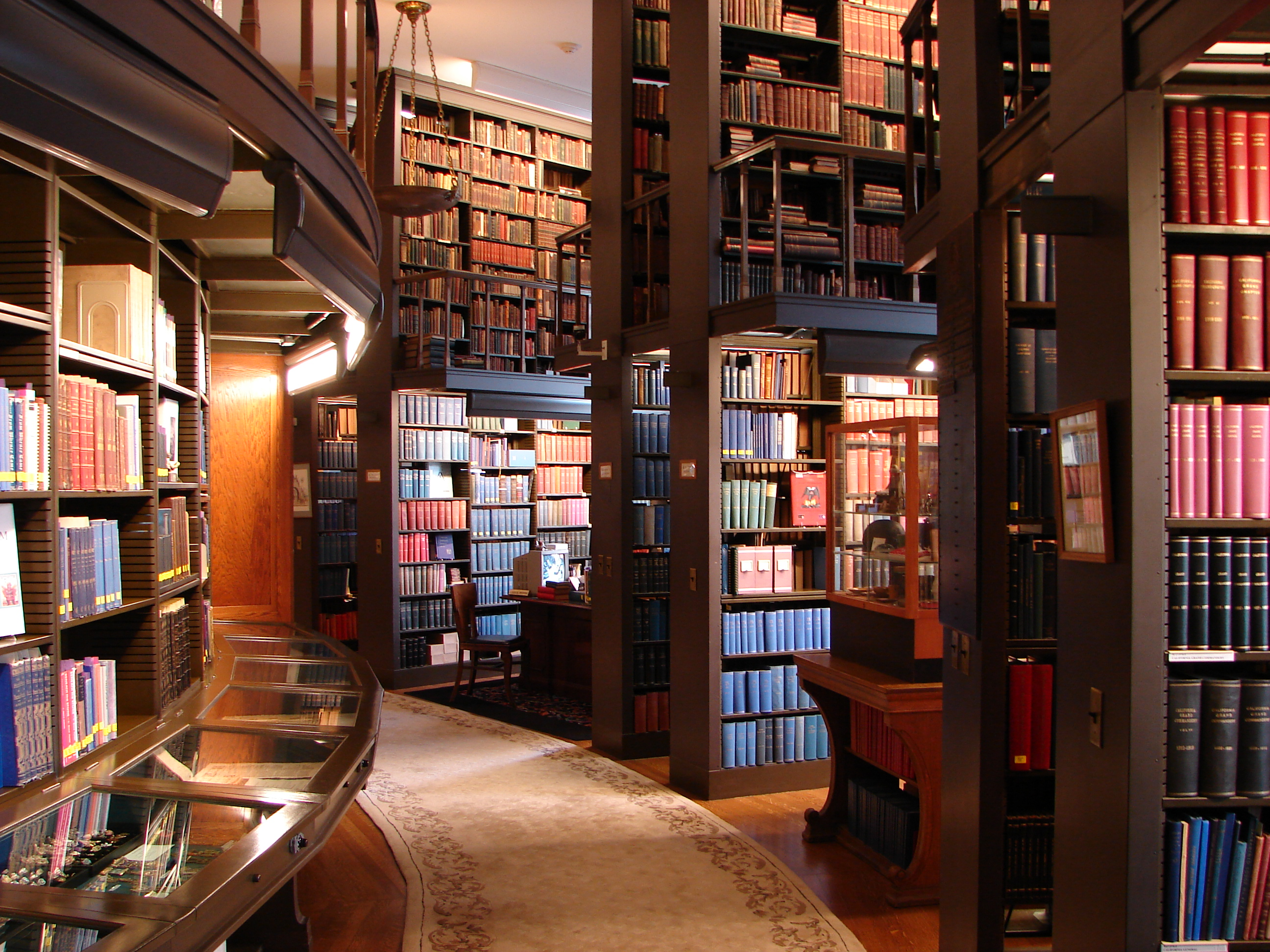
Bibliotheek

## In populaire cultuur
- Het House of the Temple speelt een belangrijke rol in het boek Het Verloren Symbool van Dan Brown.